# Paulistana
Paulistana là một đô thị thuộc bang Piauí, Brasil. Đô thị này có diện tích 1751,993 km², dân số năm 2007 là 16904 người, mật độ 9,65 người/km².